# 히말라야줄무늬다람쥐
히말라야줄무늬다람쥐 또는 서부줄무늬다람쥐(Tamiops mcclellandii)는 다람쥐과에 속하는 설치류의 일종이다. 부탄과 캄보디아, 중국, 인도, 라오스, 말레이시아, 미얀마, 네팔, 태국, 베트남의 다양한 열대 또는 아열대 숲에서 발견된다. 나무 위에서 생활하는 주행성 동물로 과일과 식물, 곤충을 먹는다. 작은 무리를 지어 생활하는 모습이 관찰되며, 나무 구멍 속에 둥지를 만들어 생활한다. 6종의 아종이 알려져 있다.

## 아종
- T. m. mcclellandii
- T. m. barbei
- T. m. collinus
- T. m. inconstans
- T. m. kongensis
- T. m. leucotis

## 사진

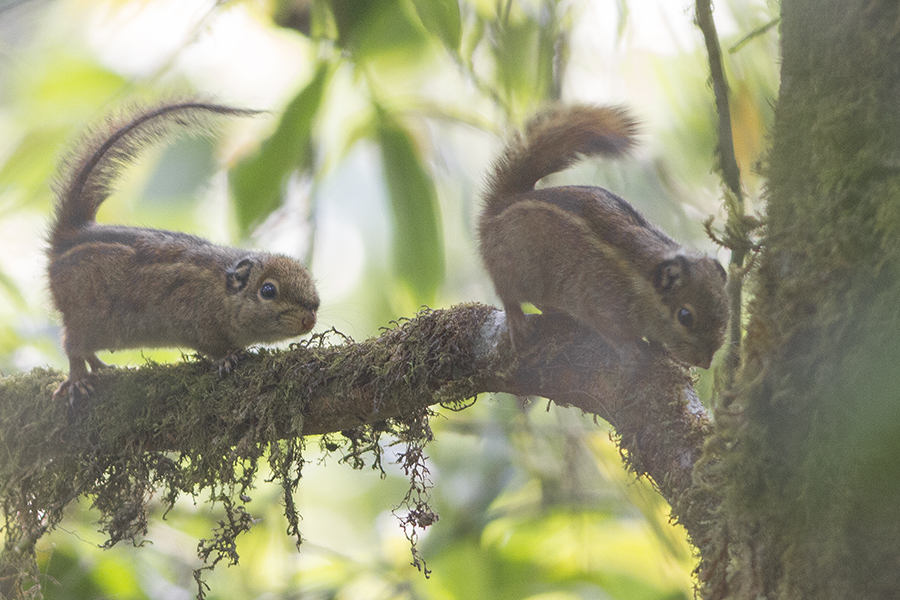
인도 네오라 밸리 국립공원의 한 쌍
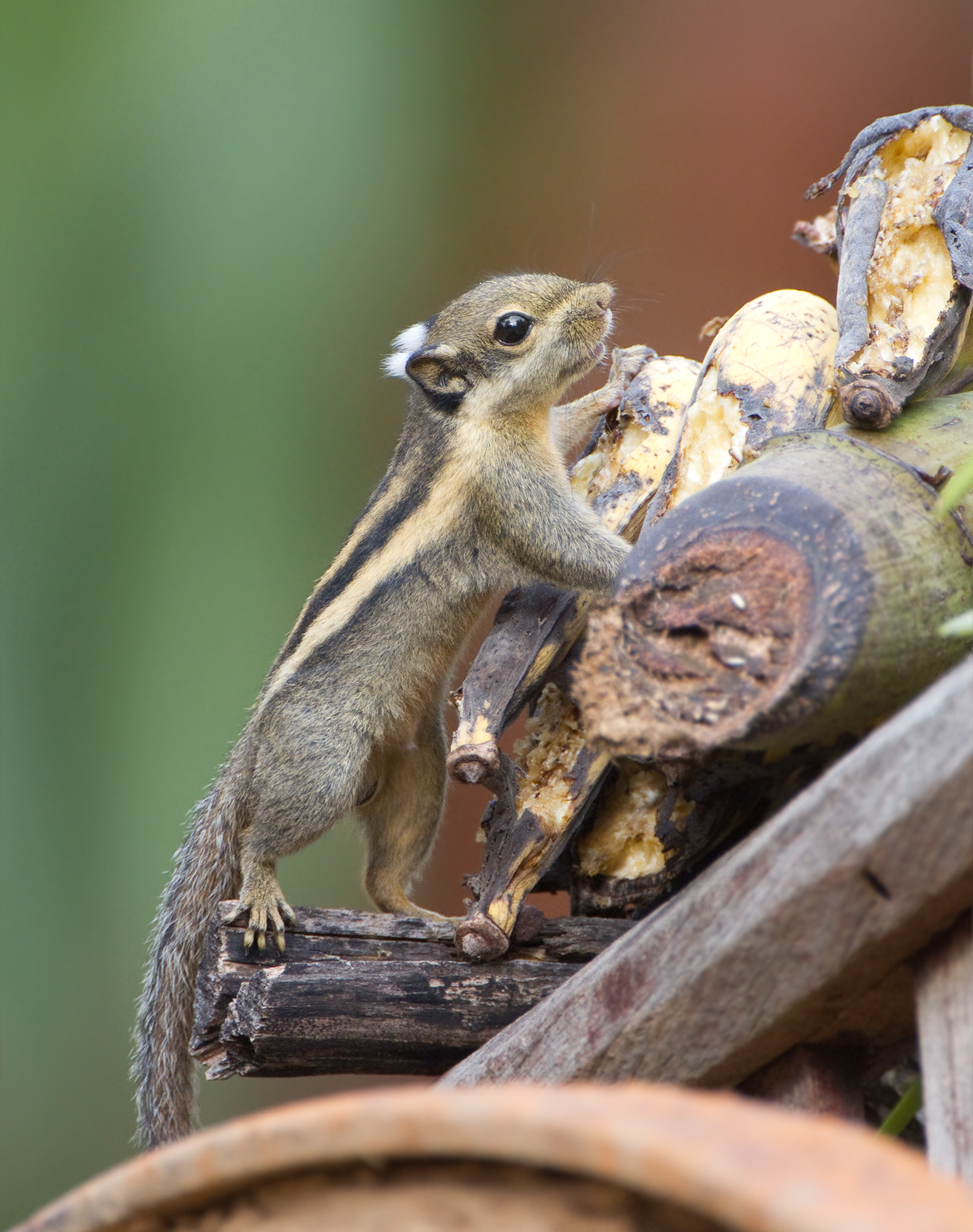
타이 카엥 크라찬 국립공원